# Zilla (monstro)
Zilla (japonês: ジラ, Hepburn: Jira) é o apelido dado pela Toho à representação do personagem Godzilla no filme da TriStar Pictures de 1998.

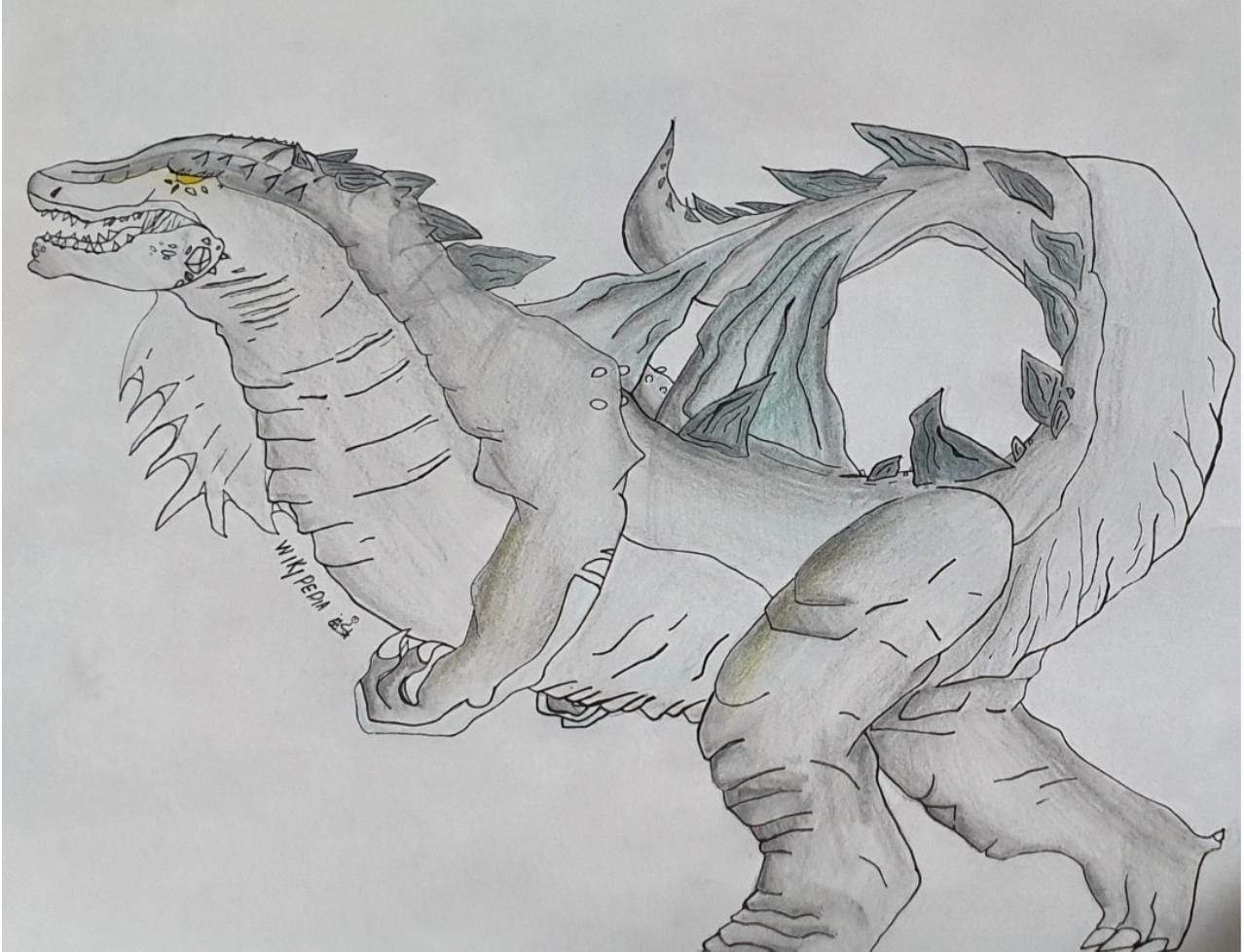
Desenho de Godzilla 1998 (ou Zilla).

Criado de um teste nuclear na Polinésia Francesa, Godzilla/Zilla (como preferirem) é uma iguana marinha mutante.

## Controvérsia do nome
O debate sobre Godzilla e Zilla, também conhecido como mito de mudança de nome, mudança de nome de Godzilla ou mudança de nome de Zilla, ainda é um debate / tópico ainda em curso entre os fãs de Godzilla sobre se as espécies / projetos fictícios de Godzilla americanos, devem ou foram realmente renomeadas para Zilla ou se os nomes originais devem permanecer. Atualmente, existem dois lados desse argumento e duas maneiras diferentes de interpretar a evidência, mas nenhuma maneira definitiva ou absoluta. O artista Matt Frank (um dos criadores dos quadrinhos de Godzilla em andamento com a IDW Zilla) declarou que as encarnações futuras do design americano de Godzilla serão nomeadas Zilla (a menos que algo mude), mas as encarnações anteriores seguirão seus nomes originais e personagem. Frank também confirmou que Godzilla (1998) e Zilla (2004) têm nomes ou títulos diferentes. Mais tarde, Keith Aiken também confirmou que nunca houve mudança de nome.
Um consenso é que a criatura de 1998 ainda é considerada uma encarnação do personagem Godzilla e a palavra "Zilla" pode ser usada para caracterizar a representação americana (tal como chamar a encarnação de 2017-2018 de "Earth Godzilla")

## Aparições

### Filmes

#### GODZILLA(1998)
Um ovo de iguana marinha é irradiado por um teste nuclear na Polinésia Francesa.
Godzilla só passa a ser conhecido depois de anos ao atacar um navio de pesca japonês. Ele então vai a cidade de Nova Iorque, destruindo três traineiras, e depois causando caos no Mercado de Pesca de Fulton, antes de começar a destruir a cidade.
Manhattan é evacuada e as forças armadas tentam derrotá-lo, primeiro levando-o até uma enorme pilha de peixe. Ele dá umas mordidas mas logo se assusta com alguns tiros e foge, em seguida, Godzilla é perseguido por três helicópteros de ataque AH-64 Apache, eles atiram, mas tudo que conseguiram acertar foram lojas, casas, e o topo do Chrysler Building.
Godzilla consegue fugir, mas não antes de se descobrir que ele está grávido, e não está coletando comida só para si, mas para suas crianças.
Os militares conseguem enganar Godzilla novamente, desta vez o levando até o Rio Hudson e supostamente o matam com torpedos.
Enquanto isso, centenas de ovos são descobertos no Madison Square Garden. Os bebês Godzilla procuram por comida mas a construção acabou por ser bombardeada. Godzilla Pai emerge dos destroços somente para encontrar seus filhotes mortos, depois de ver sua linhagem acabada e olhar para os humanos a frente dele, Godzilla começou a perseguí-los.
Eles conseguem levar Godzilla até a Ponte do Brooklyn onde ele fica preso nos cabos da ponte e é acertado por 12 mísseis, depois de gritar de dor, ele vai ao chão. Godzilla dá seu último suspiro olhando para os humanos vitoriosos observando a sua morte.
Enquanto isso, nas destroçadas ruínas do Madison Square Garden, um único ovo sobreviveu ao bombardeio, intacto, o ovo rapidamente quebra e revela outro bebê Godzilla.

##### Scripts Cancelados
Originalmente, o filme teria sido realizado nos anos 80, pelo cineasta Steve Miner, que procuraria por um estúdio interessado, a história seria semelhante ao enredo acima, mas Godzilla teria uma aparência com uma combinação do Design tradicional com um Tiranossauro rex, mas o diretor teve sua ideia rejeitada pela Warner e os direitos voltaram para a Toho. Mais tarde a TriStar adquiriu os direitos.
GODZILLA tinha quatro roteiristas e duas histórias diferentes para o monstro.
A primeira, é a citada acima.

A segunda se chamaria Godzilla vs The Gryphon, onde o Godzilla Americano teria todas as habilidades que ele já tem mais o raio atômico do Godzilla Original, e ainda lutaria contra outro monstro(a Gryphon) que causaria caos e destruição de Utah até Nova Iorque, onde encontraria com Godzilla.
Mas a Toho não permitiu que Godzilla lutasse contra um monstro original da TriStar, então, ofereceu dois monstros dela mesma, Mothra e Rei Ghidorah, mas os preços oferecidos eram muito caros e o projeto teve de ser abandonado.

#### Godzilla: Final Wars(2004)
Zilla é um dos vários monstros controlados pelos Xilliens, antagonistas do filme.
Sob controle dos alienígenas Xilliens, Zilla atacou Sydney, Austrália, onde também enfrentou Godzilla.
Zilla correu até Godzilla, mas o mesmo mandou um raio atômico em cima do mesmo, porém, Zilla conseguiu pular por cima do raio e continuar seu avanço, somente para tomar um ataque da cauda de Godzilla, com o impacto, Zilla cai em cima da Sydney Opera House. Godzilla então atira mais um raio atômico e explode ambos Zilla e a famosa construção.
A batalha em si não dura menos/mais de 13 segundos, sendo a batalha mais rápida de todo o filme.
Zilla também é o único monstro a ser exibido completamente em CGI e não em fantasias, como Godzilla e o resto.
Após ver a humilhação sofrida pela iguana, o líder dos Xillien diz:
| Versão estadunidense                                | Versão japonesa                                |
| --------------------------------------------------- | ---------------------------------------------- |
| "I knew that tuna-head wasn't up to much."          | "やっぱりマグロ喰ってるようなのは駄目だな。"   |
| Eu sabia que aquele cabeça-de-atum não era de nada. | Afinal de contas não é bom para comer um atum. |

Ambas as versões fazem referência as toneladas de atum consumidas por Zilla em GODZILLA.

### Desenhos animados

#### Godzilla:The Series(1998)
Essa era uma série de desenho animado feita pela Toho e Adelaide Productions como uma continuação do filme de 1998. Vários personagens do filme retornam e também há novos.
A série tem como monstro principal o filho de Godzilla 1998, chamado pelo mesmo nome (chamado pelos fãs de Zilla Junior).
Nessa série, Godzilla luta contra vários monstros ao redor do globo. O jogo tem como personagens principais Godzilla e o EAAH.
Enquanto GODZILLA teve uma recepção relativamente negativa, a série conseguiu justamente o resultado contrário, atraindo inclusive, pessoas que não haviam gostado do filme.

### Jogos

#### Godzilla The Series
Zilla fez aparições modestas em jogos eletrônicos, grande parte delas junto de Godzilla(tendo como exceção só os jogos Godzilla: The Series, na qual ele representa o personagem Godzilla).
Godzilla: The Series, jogo feito pela Crawfish e distribuído pela Crave baseado na série de desenho animado de mesmo nome, tem como objetivo controlar Godzilla e fazê-lo destruir tudo que tem pela frente e enfrentar um chefe, todos os chefes são monstros da própria série.
Foi lançado no dia 30 de Novembro de 1999 para o console portátil Game Boy Color.
Godzilla The Series: Monster Wars segue a mesma linha do primeiro jogo, só que desta vez é baseado na trilogia de episódios da série animada(Monster Wars).
Os chefes desta vez são monstros que só aparecem nesta trilogia.
Foi lançado em 20 de Novembro de 2000 também para o Game Boy Color.

#### Outros
- Godzilla: Generations, para Sega Dreamcast.
- Godzilla Generations: Maximum Impact, para Sega Dreamcast.
- Godzilla Trading Battle, para Playstation 1.

## Diferenças entre os Zillas
| Godzilla 1998                    | Godzilla (Godzilla the series)                 | Zilla 2004                       |
| -------------------------------- | ---------------------------------------------- | -------------------------------- |
| Verde-acizentado                 | Azul escuro-acizentado                         | Cinza-azulado claro              |
| Rajada de Vento                  | Fogo atômico                                   | Fogo atômico                     |
| Reprodução assexuada             | Estéril (ou precisa de uma fêmea)              | Desconhecido                     |
| Atitude materna                  | Atitude masculina                              | Atitude masculina                |
| Corpo vulnerável à armas de fogo | Imune à armas de fogo                          | Corpo vulnerável à armas de fogo |
| Bastante inteligência            | Bastante inteligente                           | Pouca inteligência               |
| Pode ser controlado mentalmente  | Imune a controles mentais em condições normais | Pode ser controlado mentalmente  |
| Não possui fator regenerativo    | Capacidade de se regenerar                     | Não possui fator regenerativo    |